# Hannsjoachim W. Koch
Hannsjoachim Wolfgang Koch (* 1933 in München; † unbekannt) war ein britischer Historiker deutscher Herkunft.

## Leben
Koch erwarb 1965 einen BA in History und American Studies an der Keele University bei Newcastle-under-Lyme. Danach war er Lecturer in History an der University of York. Koch lehrte sowohl an britischen als auch an deutschen Universitäten, so war er etwa ab 1970 Gastdozent an der Hochschule für Politik München. In den 1980er Jahren erwarb der am Yorker Department of History tätige Koch einen DPhil. Bis zu seinem Tode war er Fellow der Royal Historical Society. Koch war verheiratet und Vater von zwei Kindern.

## Rezeption
Wenig hilfreich sei die sprachlich bisweilen holprige Studie Der Sozialdarwinismus (1973) für die „weitere Erforschung“ des Themas, bemerkte der Historiker Winfried Baumgart. Die Wissenschaftshistorikerin Brigitte Hoppe resümierte: „Trotz Auswertung von Fachliteratur in allgemeinen Feststellungen steckenbleibender, wenig gelungener Versuch“.
Nach dem Historiker Wolfgang Wippermann handelt es sich bei Koch um einen „revisionistische[n] Historiker“. So versuchte er in seiner 1988 veröffentlichten Arbeit über den Volksgerichtshof, „Freisler als einen integren und pflichtbewußten Beamten zu feiern“. Hans-Ulrich Wehler bezeichnet Koch im Zusammenhang mit dem vorgelegten Buch als „rechtsradikalen Autor“.
Das Werk zur Geschichte der Hitlerjugend (1975) ist laut Wippermann als „apologetisch“ einzustufen. Für Michael H. Kater hat Koch „populärschriftstellerische Intentionen“ und wolle den „interessierten Laien“ ansprechen. Kater kritisierte Kochs Zitierweise und Quellenanalyse. Auch gebe es „sachliche Fehler“. Letztlich mangele es der Arbeit an einschlägigen Forschungsansätzen. Ebenfalls als populärwissenschaftlich stuft der Historiker Markus Köster die Schrift ein. Gelieferte „Informationen und Bewertungen“ zur frühen HJ seien „wenig überzeugend“, wie der Judaist Heinz Schreckenberg feststellte. Wehler sieht die Schrift „aus der rechtsradikalen Ecke“ geschrieben.
Der Historiker Heinz Hürten sieht das Werk Der Deutsche Bürgerkrieg (1978) als keinen großen Erkenntnisgewinn. Zudem gebe es „sachliche Irrtümer“ und formale „Nachlässigkeiten“. Laut dem Historiker Boris Barth stelle Koch „die Ereignisgeschichte korrekt dar“, tendiere jedoch „zu starken Apologien“. Wehler bewertet das Werk als „unverhohlen apologetisch“. Laut Wolfgang Niess ging es Koch bei dem Buch um eine „Ehrenrettung der Freikorps“, die man nicht in die Vorgeschichte des Nationalsozialismus einordnen dürfe.

## Schriften (Auswahl)
- Der Sozialdarwinismus. Seine Genese und sein Einfluss auf das imperialistische Denken (= Beck'sche schwarze Reihe. Bd. 97). Beck, München 1973, ISBN 3-406-02497-1.
- Geschichte der Hitlerjugend. Ihre Ursprünge und ihre Entwicklung, 1922–1945. Vom Verfasser autorisierte Übersetzung [The Hitler youth] durch Helmut Kossodo und Ulrich Riemerschmidt, Schulz, Percha am Starnberger See 1975, ISBN 3-7962-0070-2.
- Der deutsche Bürgerkrieg. Eine Geschichte der deutschen und österreichischen Freikorps 1918–1923. Aus dem Englischen von Klaus Oelhaf und Ulrich Riemerschmidt, Ullstein, Berlin u. a. 1978, ISBN 3-550-07379-8. (Ed. Antaios, Dresden 2002, ISBN 3-935063-12-1.)
- Geschichte Preussens. Aus dem Englischen [A history of Prussia] von Joachim Heimannsberg und Ulrich Riemerschmidt, List, München 1980, ISBN 3-471-77951-5.
- Volksgerichtshof. Politische Justiz im 3. Reich. Teilübersetzung aus dem Englischen von E. Malsch, Universitas, München 1988, ISBN 3-8004-1152-0.
- Deutsche Nationalgeschichte – warum? Ein kritischer Essay (= Türmer-Taschenbuch. No. 18). Türmer-Verlag, Berg 1990, ISBN 3-87829-139-5.
- Die Befreiungskriege, 1807–1815. Napoleon gegen Deutschland und Europa. Verlagsgesellschaft Berg, Berg am Starnberger See 1998, ISBN 3-86118-075-8.
- Die deutschen Armeen im 19. und 20. Jahrhundert. Übersetzung aus dem Englischen durch Sigrun Augstein, Vorwinkel, Berg/Starnberger See 1999, ISBN 3-921655-99-4.